# Abwrackaktion der Binnenschifffahrt ab 1969
Die Abwrackaktion der Binnenschifffahrt ab 1969 war ein 1969 in der Bundesrepublik Deutschland eingeführtes Programm zur Verschrottung von alten, unwirtschaftlichen Binnenschiffen. Grundlage dafür bildeten die Paragraphen 32a und 32b des Gesetzes über den gewerblichen Binnenschiffsverkehr (BSchVG) in der Fassung von 1969. Aus einem staatlich geführten Fonds wurden Abwrackprämien an Schiffseigner für die Verschrottung ihrer Schiffe gezahlt. Die Prämienhöhe war abhängig von Tragfähigkeit, Motorleistung und Verwendungsart der Schiffe. Seit 1989 durfte europaweit neuer Schiffsraum nur gegen Abwrackung von Altem geschaffen werden.